# Can Colom (l'Hospitalet de Llobregat)
Can Colom és una masia a Santa Eulàlia (barri de l'Hospitalet) protegida com a bé cultural d'interès local. Masia de planta quadrada amb teulada a doble vessant. Té un celler i pati cobert per un terrat sostingut amb pilastres de fosa i il·luminació zenital en la meitat de l'edifici. Posteriorment, s'afegiren dos cossos, una capella i un porxo porticat, tots dos d'estil neogòtic. Construïda com a segona residència de la família Colom, que ja en tenia altres en diversos indrets de Catalunya i que residia habitualment a Barcelona. Es creu que durant un breu temps, cap als anys 1930-1940, va servir com a casa de colònies, fins que va ser arrendada per la família que encara l'ocupa. Del parc que l'envoltava i que arribava fins al carrer de Buenos Aires, només n'ha quedat el testimoni de les palmeres que hi ha a frec de la masia, i algun altre arbre. La planta baixa s'ha convertit en taller i la capella neogòtica en magatzem.